# Fjäderholmsteatern
Fjäderholmsteatern (även kallad Fjäderholmsscenen) är en friluftsteater på Fjäderholmarna i Lidingö kommun med en utomhusscen med upp till 700 publikplatser.
På teatern har det genom åren sedan slutet av 1900-talet framförts ett varierat sommarprogram av komedier, musikteater, konserter  och klassiker, bland annat Vi på Saltkråkan (2004), Inte utan min hund (2006), Fyra bröllop och ett bad (2008), Bruden som visste för lite (2009), Har ni fest eller? (2010) och Shakespeares En midsommarnattsdröm (2012). Olika sällskap och arrangörer har avlöst varandra, men under 2010-talet har scenen främst sporadiskt använts för musikkonserter med olika artister under namnet Fjäderholmsscenen – Stockholms nya folkpark.

## Uppsättningar
| År   | Produktion                                   | Upphovsmän                                                                 | Regi            | Noter |
| ---- | -------------------------------------------- | -------------------------------------------------------------------------- | --------------- | --- |
| 2008 | Fyra bröllop och ett bad Der kühne Schwimmer | Franz Arnold och Ernst Bach                                                | Hans Berndtsson | Premiär 27 juni 2008 Pernilla Wahlgren, Ulf Brunnberg, Hanna Hedlund, Ola Forssmed, Petra Nielsen, Linus Wahlgren, Birgitta Rydberg, Angelika Roberts, Fredrik Dolk      |
| 2008 | Hujedamej va' många sånger                   | Linus Wahlgren                                                             | Linus Wahlgren  | Premiär 5 juli 2008 |
| 2009 | Bruden som visste för lite Perfect Wedding   | Robin Hawdon Översättning Andreas Tottie, Stefan Wiik och Staffan Lindberg | Pontus Ströbaek | Premiär 27 juni 2009 Pernilla Wahlgren, Peter Magnusson, Maria Kulle, Martin Björk, Maria Alm Norell, Hans Wahlgren Scenografi Martin Bejting                            |
| 2010 | Har ni fest eller? The Nerd                  | Larry Shue Översättning Andreas Tottie, Stefan Wiik och Staffan Lindberg   | Stefan Wiik     | Premiär 1 juli 2010 Henrik Hjelt, Christine Meltzer, Johan Wahlström, Gustaf Hammarsten, Sanna Ekman Scenografi Magnus Ahlström, Kostym Mags Lindberg och Sigge Alvander |
| 2011 | Hotelliggaren Two Into One                   | Ray Cooney Översättning Sven Melander                                      | Sven Melander   | Premiär 29 juni 2011 Kim Sulocki, Fredrik Dolk, Sanna Ekman, Andreas Andersson, Anna-Lena Hemström, Hans Wahlgren                                                        |